# Гомес, Хильдардо Бидерман
Хильда́рдо Бидерма́н Го́мес Монса́львес (исп. Gildardo Biderman Gómez Monsálvez; род. 13 октября 1963 в Сеговии, департамент Антьокия) — колумбийский футболист, выступавший в 1980—1990-е годы на позиции левого защитника. В составе сборной Колумбии — участник чемпионата мира 1990 года в Италии.

## Биография
Хиральдо Гомес на профессиональном уровне дебютировал за «Индепендьенте Медельин» в 1981 году, и выступал за эту команду до 1986 года, с небольшим периодом отъезда в аренду в «Атлетико Насьональ». В 1987 году выступал за столичный «Мильонариос», с которым завоевал титул чемпиона Колумбии. С 1988 по 1990 год был одним из лидеров в оборонительной линии «Атлетико Насьоналя», команды, которая в конце 1980-х годов выдвинулась в число ведущих клубов Южной Америки. В 1989 году «Атлетико Насьональ» впервые в истории колумбийского футбола стал обладателем Кубка Либертадорес. Также Гомес завоевал Межамериканский кубок. «Пульпо» стал одним из пяти игроков, который провёл в победной кампании все 14 игр.
В 1991—1992 годах вновь выступал за «Индепендьенте Медельин». В 1993 году провёл последний сезон в профессиональной карьере за «Атлетико Насьональ».
За основную сборную Колумбии «Пульпо» Гомес выступал с 1984 года. Дата последнего матча и общее количество матчей в разных источниках указывается разное — RSSSF указывает 22 игры, и последний матч 2 марта 1994 года, согласно данным NFT, Гомес сыграл в 1984—1991 годах 21 матч, а 11v11.com за этот же период указыват 26 сыгранных матчей. В 1989 году Гомес вместе с «кафетерос» принял участие в Кубке Америки, а через год выступил на чемпионате мира.
После завершения карьеры футболиста занялся частным бизнесом. В апреле 2020 года выставил на аукцион футболку чемпиона мира 1990 года Андреаса Бреме, которую он получил во время игры группового этапа Мундиаля между сборными ФРГ и Колумбии. Вырученные деньги Гомес направил на помощь в борьбе с пандемией COVID-19.

## Титулы и достижения
- Чемпион Колумбии (1): 1987
- Вице-чемпион Колумбии (2): 1988, 1990
- Обладатель Кубка Либертадорес (1): 1989
- Обладатель Межамериканского кубка (1): 1989